# B’Day Anthology Video Album
B’Day Anthology Video Album ist das erste Videoalbum der US-amerikanischen R&B-Sängerin Beyoncé. Das Videoalbum enthält insgesamt dreizehn Musikvideos für jedes einzelne Lied ihres zweiten Musikalbums B’Day (2006) und seiner Deluxe-Veröffentlichung (2007). Das Album wurde am 3. April 2007 von Knowles Plattenfirma Columbia Records zusammen mit der Deluxe-Edition von B’Day veröffentlicht und war auf den Walmart-Märkten erhältlich. Später konnten auch Einzelhändler das Album verkaufen. Knowles drehte speziell neun Musikvideos für das Album und fügte die vier Musikvideos der Single-Auskopplungen hinzu. Alle Musikvideos, die nur für das Album gedacht waren, wurden nur innerhalb von zwei Wochen gedreht. Das B’Day Anthology Video Album wurde in Amerika ein Verkaufserfolg und wurde von der Recording Industry Association of America (RIAA) mit Doppel-Platin ausgezeichnet. Außerhalb von Nordamerika konnte man das Videoalbum zusammen mit der B’Day Deluxe Edition kaufen. Das Musikvideo zu Still in Love (Kissing You) brachte Knowles eine Anklage wegen Urheberrechtsverletzung ein, die Knowles zusätzlich dazu nutzte, das Videoalbum zu promoten.

## Hintergrund
„Als erstes drehte ich Green Light und Upgrade U. Spielte in Kitty Kat. Dann folgte Suga Mama. Wir drehten Get Me Bodied, das ist die Dance-Aufnahme. Taten was für Beautiful Liar, das ist das Lied mit Shakira und ich und mein Team wussten, was zu tun ist und was wir wollten … Hätte ich noch eine weitere Woche Zeit, dann würde ich noch drei neue Musikvideos drehen. Ich hatte so viele Ideen.“

Knowles sagte, dass sie das B’Day Anthology Video Album drehte, da sie schon immer „ein Videoalbum aufnehmen wollte“, so dass ihre Fans sich nicht bei YouTube einloggen müssten, um ihre Musikvideos zu sehen, weil sie sich die Videos auch auf ihrer DVD ansehen können. Knowles wusste bereits vor den Arbeiten an diesem Album, wie die Musikvideos aussehen sollten. Sie plante ihren Haarstyle, die Outfits und ihr Make-up. Knowles wollte, dass jedes Musikvideo sich von den anderen unterscheidet und etwas Neues beschreibt, dafür nutzte sie verschiedene Filmtechniken, Mode und Styling. Das B’Day Anthology Video Album enthält dreizehn Musikvideos, mit zusätzlichen Videos, die die Entstehung des Musikvideos beschreiben. Die Musikvideos zu Déjà Vu, Ring the Alarm, Irreplaceable und Listen waren schon vor Beginn des Albums fertig. Die weiteren neun Musikvideos wurden speziell für das Album in einem Zeitraum von zwei Wochen gedreht. Nur für das Lied Resentment ist auf dem Album kein Musikvideo enthalten. Laut dem Vibe-Magazin stellte Knowles mit den dreizehn Musikvideos den Rekord für die meisten Video-Veröffentlichungen in einem Jahr auf.

## Veröffentlichung und Rezeption
Das Album wurde am 3. April 2007 von Knowles’ Plattenfirma Columbia Records zusammen mit der Deluxe-Edition von B’Day veröffentlicht und war in den Walmart-Märkten erhältlich. Ab dem 19. Juni 2007 konnten auch Einzelhändler das Album verkaufen. Irremplazable, eine spanischsprachige EP von Knowles, war in den Vereinigten Staaten als Bonus-CD auf dem Videoalbum enthalten. Bereits vor der Veröffentlichung gelangten Kopien der Musikvideos illegal ins Internet, als MP4-Videos. Knowles promotete das Album auf den amerikanischen TV-Sendern Today und The Early Show, während der Musiksender VH1 Soul einige Musikvideos oft ausstrahlte. Das B’Day Anthology Video Album debütierte am 28. April 2007 auf Platz 24 der amerikanischen Musik-DVD-Charts und wurde später von der Recording Industry Association of America (RIAA) dank über 200.000 verkauften Einheiten mit Doppel-Platin ausgezeichnet.

### Streit um die Urheberschaft
Knowles coverte den Des’ree-Titel Kissing You für die Deluxe-Edition von B’Day und nannte es in Still in Love (Kissing You) um. Sie drehte das Musikvideo zu diesem Lied für ihr B’Day Anthology Video Album; jedoch hatte Knowles keine Erlaubnis, das Lied in visueller Form zu veröffentlichen. Nach der Veröffentlichung des Videoalbums wurde Knowles von Des’ree wegen einer Urheberrechtsverletzung angeklagt. Knowles konnte einen Gerichtsprozess verhindern und musste 150.000 US-Dollar Entschädigung zahlen, dafür bekam die Anklage in den Medien und der Presse Aufmerksamkeit, und Knowles nutzte diese Aufmerksamkeit, um das Album erfolgreich zu promoten. Das Musikvideo zu Still in Love (Kissing You) wurde nach der Anklage aus dem Album entfernt und Alben, in denen dieses Musikvideo noch enthalten war, wurden im April 2007 zurückgerufen.

## Titelliste
| #   | Titel                                                                                   | Regisseur/e                | Länge |
| --- | --------------------------------------------------------------------------------------- | -------------------------- | ----- |
| 1.  | Beautiful Liar feat. Shakira                                                            | Jake Nava, Beyoncé Knowles | 3:34  |
| 2.  | Irreplaceable                                                                           | Anthony Mandler            | 4:17  |
| 3.  | Kitty Kat                                                                               | Melina Matsoukas, Knowles  | 1:03  |
| 4.  | Green Light                                                                             | Matsoukas                  | 3:31  |
| 5.  | Upgrade U feat. Jay-Z                                                                   | Matsoukas, Knowles         | 4:38  |
| 6.  | Flaws and All                                                                           | Cliff Watts, Knowles       | 4:14  |
| 7.  | Get Me Bodied (Extended Mix) feat. Kelly Rowland, Michelle Williams und Solange Knowles | Mandler, Knowles           | 6:42  |
| 8.  | Freakum Dress                                                                           | Ray Kay, Knowles           | 3:21  |
| 9.  | Suga Mama                                                                               | Matsoukas, Knowles         | 3:37  |
| 10. | Déjà Vu feat. Jay-Z                                                                     | Sophie Muller              | 4:06  |
| 11. | Ring the Alarm                                                                          | Muller                     | 3:33  |
| 12. | Listen Director’s Cut                                                                   | Diane Martel               | 3:49  |
| 13. | Still in Love (Kissing You)                                                             | Watts, Knowles             | 4:41  |
| 14. | Credits                                                                                 |                            | 0:51  |
| 15. | Anthology Behind the Scenes                                                             | Ed Burke                   | 17:39 |

## Mitwirkende
- Richard J. Alcock – DVD-Produktion
- Nate Adams – Choreograf
- Raymon Baynes – Choreograph
- Kim Bradshaw – Produktion
- Ben Cooper – Produktion
- Fusako Chubachi – Regisseur, Design
- Cindy Denkhaus – Videokoordination
- Frank Gatson – Hauptchoreografie
- Erwin Gorostiza – Regisseur
- Jil Haden – Produktion
- Danielle Hobbs – Choreograf
- Ty Hunter – Styling
- Dan Ichimoto – Design
- ilovedust – Logo
- Quincy S. Jackson – Marketing
- Grant Jue – Produktion
- Shelli Jury – Produktion
- Ray Kay – Regisseur
- Kimberly Kimble – Maske
- Beyoncé Knowles – Regisseur, Produktion, Choreograf

- Mathew Knowles – Produktion
- Tina Knowles – Styling
- Anthony Mandler – Regisseur
- Diane Martel – Regisseur
- Clifford McGhee – Choreograf
- Melina – Regisseur
- Jonte Moaning – Choreograf
- Galo Morales – Animation
- Sophie Muller – Regisseur
- Jake Nava – Regisseur
- Danielle Polanco – Choreograf
- Rhapsody – Choreograf
- Todd Sams – Choreograf
- Tanisha Scott – Choreograf
- Shakira – Choreograf
- Bethany Strong – Choreograf
- Francesca Tolot – Maske
- Cliff Watts – Regisseur
- John Winter – Produktion
- Max Vadukul – Fotografie
- Camille Yorrick – Produktion[1]